# Cine Fantasio
El Cine Fantasio estava ubicat a Passeig de Gràcia, 69 de Barcelona.
Es va inaugurar el 4 d'abril de 1931 sota la direcció de Luis Cabezas Puzo i amb un programa format per La melodia del mundo de Walter Ruttman i Así es la vida de George Crone. La sala destacà per la seva climatització, ja que a l'estiu era dels pocs locals que podia "presumir" d'una agradable temperatura al seu interior.
Després de la Guerra Civil tornà a obrir el 5 de febrer de 1939 amb la projecció de Mundos privados de Gregory La Cava i Yo y la emperatriz de Friedrich Hollaender. Els anys 1960 i 1961 va ser guardonada amb el Premi Sant Jordi a la Millor Sala de Cinema.
El 29 d'abril de 1963 es va estrenar a Espanya i al Fantasio la pel·lícula El proceso d'Orson Welles. A partir del febrer de 1972 la programació anà a càrrec de Pere Balañá. Aquest va dur a terme una reforma que va convertir el local en un cinema discret i elegant amb 812 localitats.
El juny de 2000, Balañá va anunciar que l'1 de setembre tancaria la sala. I el 30 d'agost es va fer l'última projecció, Chiken Run en català.